# 2604 Marshak
2604 Marshak este un asteroid din centura principală, descoperit pe 13 iunie 1972, de Tamara Smirnova.